# Macario Sakay
Macario Sakay y de León (Manila, 1870 - 13 de setembre de 1907) va ser un general filipí membre de la Katipunan que durant l'Ocupació estatunidenca de les Filipines va defensar el dret a la lliure determinació. President de la República Tagala i combatent en la Guerra filipino-estatunidenca, va ser capturat i assassinat per les forces estatunidenques.

## Biografia

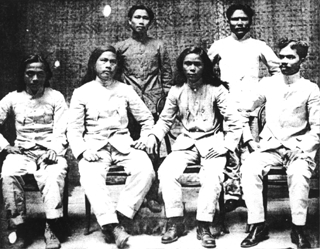
El president Macario Sakay i els seus oficials.

Macario Sácay va néixer al carrer Tabora, en el districte de Tondo de la ciutat de Manila (capital de les Filipines). Va treballar com a aprenent en un taller, com a sastre i també com a actor.
En 1894 es va incorporar al moviment Katipunan, lluitant al costat d'Andrés Bonifacio en la Revolució filipina contra els espanyols. En 1899, va continuar la lluita per la independència de les Filipines, però aquesta vegada contra els Estats Units.
Al principi de la guerra filipino-estatunidenca, va ser empresonat per «activitats sedicioses», i posteriorment posat en llibertat com a part d'una amnistia.

## Resistència

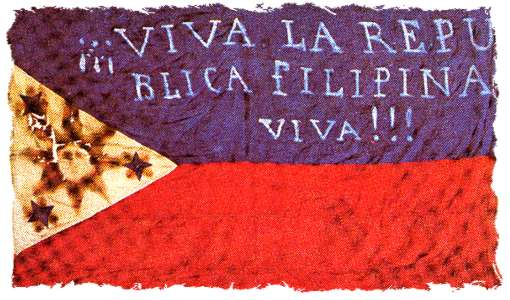
Bandera usada pels patriotes revolucionaris filipins. Des de la invasió estatunidenca, a les Filipines l'idioma oficial va ser l'anglès.

La República va estar oficialment activa fins a la captura i arrest del president Emilio Aguinaldo per les tropes estatunidenques el 23 de març de 1901 a Palanán (província d'Isabela).
Sakay, un veterà membre del Katipunan, va establir la República Tagala a les muntanyes de Dimasalang (avui, la província de Rizal). Francisco Carreón va ocupar la presidència de la república amb el títol de «vicepresident».
El govern de la segona època (1902-1906) estava format per líders independentistes en contra l'ocupació estatunidenca. Eren:
| Posició             | Nom                |
| ------------------- | ------------------ |
| President           | Macario Sakay      |
| Vicepresident       | Francisco Carreón  |
| Ministre de Guerra  | Domingo Moriones   |
| Ministre del Govern | Alejandro Santiago |
| Ministre d'Estat    | Nicolás Rivera     |

A l'abril de 1904, Sakay va publicar un manifest declarant el dret filipí a la lliure determinació, en un moment en el qual el suport a la independència era considerat un crim per les forces d'ocupació estatunidenques.

## Caiguda
Després d'aquest cop, la Primera República va quedar escapçada. Llavors Sakay va assumir la presidència, continuant la resistència fins a 1906. El «governador» estatunidenc va enganyar Macario Sakay i els seus guerrillers, afirmant que els concedirien una amnistia si es lliuraven. El 14 de juliol de 1906, Sakay i els seus homes es van lliurar, no obstant això van ser jutjats com a bandits i sediciosos. El president va dir davant els seus captors:
| «               | (castellà) La muerte nos llegará a todos tarde o temprano, así que me presentaré con calma ante el Señor Todopoderoso. Pero quiero decirles que no somos bandidos ni ladrones, como nos han acusado los americanos, sino miembros de la fuerza revolucionaria que defendió a nuestra madre patria, las Filipinas. ¡Viva la democracia y ojalá nuestra independencia renazca en el futuro! ¡Viva Filipinas! | (català) La mort ens arribarà a tothom tard o d'hora, així que em presentaré amb calma davant del Senyor Totpoderós. Però vull dir-los que no som bandits ni lladres, com ens han acusat els americans, sinó membre de la força revolucionària que va defensar la nostra mare pàtria, les Filipines. Visca la democràcia i tant de bo la nostra independència reneixi en el futur! Visca Filipines! | » |
| — Macario Sácay | | |   |

Sakay va ser penjat juntament amb els seus líders el 13 de setembre de 1907, a 36 anys d'edat.